# ビル・スティアー
ウィリアム・ジェフリー・"ビル"・スティアー（William Geoffrey "Bill" Steer）は、イングランド出身のヘヴィメタル・ミュージシャン。
エクストリームメタル・バンド「カーカス」や「ナパーム・デス」で活動し、グラインドコア及びデスメタル（メロディックデスメタル）のジャンル成立に大きな影響を与えた。
米Decibel誌の『Top Twenty Death Metal Guitarists』で3位。米ギター・ワールド誌の『100 Greatest Heavy Metal Guitarists of All Time』では92位にランクイン。

## 略歴
イングランド北東に位置する街、ストックトン＝オン＝ティーズでイングランド人の父とスコットランド人の母の間に生まれる。その後、スティアーは、少年期から10代の間をイングランド北西部のウィラルで過ごしている。
いくつかのインタビューにおいて、この時期にヘヴィメタルやハードロックに引き込まれ、エレクトリック・ギターの演奏を始めたと述べている。影響を受けたバンドとして、モーターヘッド、ディープ・パープル、UFO、アイアン・メイデン、レッド・ツェッペリンなどを挙げている。これらと併せて、レイヴンやタンク、ヴェノムのようなNWOBHMバンドも挙げられている。
また、イギリスでも最初期のテープトレーダーの1人ともなっている。更に、当時イギリスで生まれつつあったデスメタル・シーンにも関わるようになった。
カーカス/ナパーム・デス
1985年に、メタルバンド「ディスアタック」を結成。1987年にバンド名を「カーカス」に変更する。その後、1995年まで、ギタリスト兼ボーカリストとして在籍した。1995年にレコード会社との軋轢からカーカスの脱退を表明。これにより、バンドは解散した。
1987年から1989年まで、カーカスと共にグラインドコアのパイオニア・バンドである「ナパーム・デス」に、ギタリストとして在籍。ナパーム・デスの初期2枚のアルバムに参加し、BBCラジオの『John Peel Sessions』にも出演した。この時期、ナパーム・デスはイギリスやヨーロッパでライブツアーを行っている。また、日本でのライブもあり、19歳の時に、初来日している。しかし、日本でのライブから間もなく、ボーカリストのリー・ドリアンと共にナパーム・デスを脱退している。
ファイアバード
カーカス解散後の1995年、スティアーはオーストラリアに移住。この時期に、ブルース・ロックに傾倒し、ハーモニカやスライドギターなどを習得している。数年後、オーストラリアからイギリスに帰国した後に、ブルースロック・バンド「ファイアバード」を結成。同バンドは1970年代のロックを主体としていた。2011年終わり頃に解散。
ほか、2009年にハードロックバンド「ジェントルマンズ・ピストルズ」、2010年にNWOBHM「エンジェル・ウィッチ」に在籍している。
カーカス再結成〜現在
2007年にカーカスを再結成。2008年にはヴァッケン・オープン・エアにも出演した。再結成に伴うツアーは2010年まで続けられ、2009年には小規模ながらアメリカ合衆国でもツアーを行っている。その後、2013年のMaryland Deathfestにも出演した。また、当初は難しいとの見方を示していた新アルバム制作にも着手し、2013年にリリースしている。

## 使用楽器
スティアーは、ギブソンの古いレスポール・モデルと、ビンテージ物の15ワットのマーシャルのアンプを使用している。過去には、アイバニーズのギターを使用していた時期もある。
カーカスの4thアルバム『ハートワーク』の時期には、マーシャルのSL-Xを使用していた。また、ESPのエクリプス・モデルのギターを使用していた時期もある。様々なバンドで活躍するスティアーであるが、特定のメーカーとエンドーズ契約を結ぶことは避けている。

## 備考
- スティアーは、カーカスのベーシスト兼ボーカリストのジェフ・ウォーカーと共に、BBCのSFコメディテレビドラマ『宇宙船レッド・ドワーフ号』に出演したことがある。スティアーは、第3シリーズ第5話『Timeslides』で、劇中のバンドSmeg and the Headsのドラマーとして出演している。
- 2010年に、インターネット・ラジオ『TotalRock』で、少しの間主役を務めたことがある[4]。これがもとで、エンジェル・ウィッチ等のバンドに加えて、ロンドンのクラブ『Friday Night Powerhouse』にも出演した。

## ディスコグラフィ

### カーカス
カーカス#ディスコグラフィを参照

### ナパーム・デス
- 1987年 Scum
- 1988年 From Enslavement to Obliteration
- 1988年 The Curse (Single)
- 1989年 Live EP (EP)
- 1989年 Napalm Death / S.O.B. (Split)
- 1989年 Mentally Murdered (Single)
- 1989年 Mentally Murdered (EP)

### ジェントルマンズ・ピストルズ
- 2011年 At Her Majesty's Pleasure

### ファイアバード
ファイアバード (バンド)#ディスコグラフィーを参照